# إليزابيث فريمان
إليزابيث فريمان (بالإنجليزية: Elizabeth Freeman)‏ هي قابلة أمريكية، ولدت في 1742 في كليفراك في الولايات المتحدة، وتوفيت في 28 ديسمبر 1829 في Stockbridge, Massachusetts ‏ في الولايات المتحدة. وجد حكم المحكمة القضائية العليا في ماساتشوستس -والذي كان لصالح فريمان- أن العبودية تتعارض مع دستور ولاية ماساتشوستس لعام 1780. استُشهد بدعوتها، بروم وبت ضد آشلي (1781)، في مراجعة محكمة الاستئناف القضائية العليا في ماساتشوستس لدعوى حرية كوك ووكر. عندما أيدت المحكمة حرية ووكر بموجب دستور الولاية، اعتبر الحكم قد أنهى ضمنًا العبودية في ماساتشوستس.

## السيرة الذاتية
كانت فريمان أميّة ولم تترك سجلات مكتوبة عن حياتها. جُمع تاريخها المبكر معًا من كتابات المعاصرين الذين أخبرتهم قصتها أو الذين سمعوها بشكل غير مباشر، وكذلك من السجلات التاريخية. 
ولدت فريمان في العبودية عام 1744 تقريبًا في مزرعة بيتر هوجيبوم في كليفراك، نيويورك، وسُمّيت بت. عندما تزوجت هانا ابنة هوجيبوم من جون آشلي من شيفيلد، ماساتشوستس، أعطى هوجيبوم بت التي كانت بعمر نحو سبع سنوات لهانا وزوجها. بقيت فريمان معهما حتى عام 1781، خلال ذلك الوقت أنجبت طفلة اسمها بت الصغيرة. ويقال إنها تزوجت، على الرغم من عدم وجود سجل زواج، ويقال إن زوجها (الاسم غير معروف) لم يُطلق من الخدمة في حرب الاستقلال الأمريكية. 
طوال حياتها، أبدت بت روحًا قوية وشعورًا بالذات. دخلت بت في صراع مع هانا آشلي، التي نشأت في الثقافة الهولندية الصارمة لمستعمرة نيويورك. في عام 1780، منعت بت هانا من ضرب فتاة خادمة بمجرفة ساخنة؛ حمت إليزابيث الفتاة بجسدها وأُصيبت بجرح عميق في ذراعها. عند التئام الجرح، تركته بت مكشوفًا كدليل على معاملتها القاسية. نقلت كاثرين ماريا سيجويك عن إليزابيث قولها: «منذ ذلك الوقت، لم تضرب سيدتي ليزي مرة أخرى. كانت ذراعي تؤلمني طوال فصل الشتاء، لكن السيدة كانت تشعر بالسوء. لم أغطّ الجرح أبدًا، وعندما سألني الناس أمام سيدتي 'بيتي، ما الذي أصاب ذراعك؟' أجبت فقط - 'اسأل السيدة!' من كانت العبدة ومن كانت السيدة الحقيقية؟».
كان جون آشلي محاميًا تلقى تعليمه في جامعة ييل ومالك أرض ثريًا ورجل أعمال وزعيمًا في المجتمع. كان منزله موقعًا للعديد من المناقشات السياسية والموقع المحتمل للتوقيع على قرارات شيفيلد التي سبقت إعلان الاستقلال.
في عام 1780، استمعت فريمان إلى دستور ماساتشوستس المصدّق عليه حديثًا والذي قرئ في تجمع عام في شيفيلد، وتضمن ما يلي:
ألهمت هذه الكلمات بت، فطلبت مشورة ثيودور سيجويك، وهو محامٍ شاب يسعى لإبطال العبودية، ليساعدها في رفع دعوى من أجل الحرية في المحكمة. ووفقًا لرواية كاثرين سيجويك، أخبرته بت: «سمعت أن الصحيفة بالأمس تقول إن جميع البشر خلقوا متساوين، وإن لكل إنسان الحق في الحرية. أنا لست مخلوقًا أبكم. ألن يمنحني القانون حريتي؟» بعد الكثير من المداولات، قبل سيجويك قضيتها، وكذلك قضية بروم، وهو عبد آخر من عبيد آشلي. استعان سيجويك بتابنغ ريف، مؤسس كلية الحقوق في ليتشفيلد، وهي واحدة من أقدم كليات الحقوق في أمريكا والموجودة في ليتشفيلد، كونيتيكت. كانا اثنين من أفضل المحامين في ولاية ماساتشوستس، وشغل سيجويك فيما بعد منصب عضو مجلس الشيوخ الأمريكي. يقترح آرثر زيلفيرسميت أن يكون المحامون قد اختاروا هؤلاء المدعين لاختبار وضع العبودية بموجب دستور الولاية الجديد. 
استُمع إلى قضية بروم وبت ضد آشلي في أغسطس 1781 أمام المحكمة الابتدائية العامة للمقاطعة في غريت بارينغتون. أكد سيجويك وريف أن النص الدستوري القائل إن «جميع البشر يولدون أحرارًا ومتساوين» قد ألغى العبودية في المقاطعة بشكل فعال. عندما حكمت هيئة المحلفين لصالح بت، أصبحت أول امرأة أمريكية من أصل أفريقي يُطلق سراحها بموجب دستور ولاية ماساتشوستس.
خلصت هيئة المحلفين إلى أن «...بروم وبت ليسا ولم يكونا قطّ زنجيين قانونيين لدى جون آشلي المذكور عند شراء الوثيقة الأصلية...» وقيّمت المحكمة الأضرار بثلاثين شلنًا ومنحت كلا المدّعيين تعويضًا عن عملهما. استأنف آشلي القرار في البداية، لكنه تخلى عن الاستئناف بعد شهر، بعد اقتناعه -على ما يبدو- أن حكم المحكمة بشأن دستورية العبودية كان «نهائيًا وملزمًا».
بعد الحكم، اتخذت بت اسم إليزابيث فريمان. رغم أن آشلي طلب منها العودة إلى منزله والعمل مقابل أجر، اختارت إليزابيث العمل في منزل المحامي سيجويك. عملت لدى عائلته حتى عام 1808 خادمة ذات شأن ومربية لأطفاله الذين أطلقوا عليها اسم «مامبت». ومن بين أطفال سيجويك كانت كاثرين سيجويك التي أصبحت مؤلفة مشهورة وكتبت قصة عن حياة مربيّتها. كما كان أغريبا هال يعمل أيضًا في منزل سيجويك خلال معظم هذه الفترة، وهو رجل أسود حر خدم مع قوات المتمردين لسنوات خلال الحرب الثورية.
منذ أن حصلت فريمان على حريتها، أصبحت معروفة على نطاق واسع ومطلوبة لمهاراتها كمعالجة وقابلة وممرضة. بعد أن كبر أطفال سيجويك، انتقلت فريمان إلى منزلها الخاص على تشيري هيل في ستوكبريج بالقرب من ابنتها وأحفادها وأبناء أحفادها.

## الوفاة
لم يُعرف عمر فريمان الحقيقي أبدًا، ووُضع تقدير لعمرها على شاهدة القبر بنحو 85 عامًا. توفيت في ديسمبر 1829 ودفنت في مقبرة عائلة سيجويك في ستوكبريج، ماساتشوستس. لا تزال فريمان الشخص الوحيد غير المنتمي لعائلة سيجويك المدفون في مقبرة سيجويك، ووضعوا شاهدة على القبر نقش عليها ما يلي:
توفيت إليزابيث فريمان، المعروفة أيضًا باسم مامبت، في 28 ديسمبر 1829، وكان عمرها المفترض 85 عامًا. ولدت عبدة وظلت عبدة لنحو ثلاثين عامًا؛ رغم أنها لم تتمكّن من القراءة أو الكتابة، لم يستطع أحد أن يساويها أو يتفوق عليها في مجالها الخاص. إنها لا تضيع الوقت ولا الممتلكات. لم تخن الثقة يومًا، ولم تفشل في أداء أي واجب. كانت المساعِدة الأكثر كفاءة والصديقة الألطف في كل محاكمة محلية. أيتها الأم الطيبة، الوداع.

## أثرها
استُشهد بقرار قضية إليزابيث فريمان باعتباره سابقة عندما استمعت المحكمة القضائية العليا في ماساتشوستس إلى طعن كوك ووكر ضد جينيسون في وقت لاحق من ذلك العام، وأيدت المحكمة بناء على ذلك حرية ووكر. استهلت هذه القضايا السوابق القانونية التي أنهت العبودية في ماساتشوستس. وأبطلت فيرمونت العبودية مسبقًا بصورة واضحة في دستورها.

### ارتباطها بوليام إدوارد بورغاردت دو بويز
ادعى ناشط الحقوق المدنية والمؤرخ و. إ. ب. دو بويز أن فريمان من أقاربه وكتب أنها تزوجت من والد جده لأمه «جاك» بورغاردت. ولكن فريمان كانت أكبر من بورغاردت بـ 20 عامًا، ولم يُعثر على سجل بهذا الزواج. ربما كانت ابنة فريمان، بيتسي همفري، هي التي تزوجت بورغاردت بعد أن غادر زوجها الأول، جونا همفري من المنطقة «حوالي عام 1811»، وبعد وفاة زوجة بورغاردت الأولى (حوالي عام 1810). إن كان ذاك ما حدث، فإن فريمان هي والدة زوجة والد جد دو بويز. تدعم الأدلة القصصية زواج همفري من بورغاردت، ومن المحتمل وجود علاقة وثيقة بشكل ما.

### على مستوى وسائط الإعلام
- كانت الحلقة 37 من الموسم الأول للبرنامج التلفزيوني «أبناء الوطن» عن فريمان، وكان عنوان الحلقة «مولودون أحرارًا ومتساوين».[11] بُثّت الحلقة لأول مرة في عام 2003، وجسّدت يولاندا كينغ صوت فريمان.
- عُرضت قصة إليزابيث فريمان في الموسم الأول، الحلقة 4 من سلسلة إيجاد جذورك مع هنري لويس غيتس الابن. يكون محامي فريمان، ثيودور سيجويك، الجد الرابع لكيرا سيجويك التي كانت إحدى ضيوف الحلقة.[12]